# Minehiro Kinomoto
Minehiro Kinomoto (木ノ本 嶺浩 Kinomoto Minehiro?,  Prefectura de Shiga, Japón, 22 de noviembre de 1989) es un actor de teatro y televisión japonés, afiliado a Village Entertainment y conocido por su papel del superintendente de policía Ryū Terui en Kamen Rider W.

## Filmografía

### Películas
| Año  | Título                                                                    | Papel                       | Notas                                     |
| ---- | ------------------------------------------------------------------------- | --------------------------- | ----------------------------------------- |
| 2009 | Kamen Rider × Kamen Rider Double & Decade: Movie War 2010                 | Ryū Terui                   | Cameo (acreditado como hombre misterioso) |
| 2010 | Kamen Rider W Forever: A to Z/The Gaia Memories of Fate                   | Ryū Terui/Kamen Rider Accel |                                           |
| 2010 | Kamen Rider × Kamen Rider OOO & W Featuring Skull: Movie War Core         | Ryū Terui/Kamen Rider Accel |                                           |
| 2011 | Kamen Rider W Returns                                                     | Ryū Terui/Kamen Rider Accel | Accel portion                             |
| 2013 | Kamen Rider × Kamen Rider Gaim & Wizard: The Fateful Sengoku Movie Battle | Hideyoshi                   | Cameo                                     |
| 2016 | Kamen Rider Drive                                                         | Ryū Terui/Kamen Rider Accel |                                           |

### Televisión
- Binbō Danshi (Nippon Television, 2008) – Tetsu Igarashi
- Taiyo to Umi no Kyoshitsu (Fuji TV, 2008) – Akihiro Wada
- Handsome ★ Suits: The TV (Fuji TV, 2009) – Él mismo
- Sazae-san (Fuji TV, 2009) – Estudiante
- Kamen Rider W (TV Asahi, 2010) – Ryū Terui/Kamen Rider Accel
- Saturday Premium: I'll Teach You How to Find a Dream! (Fuji TV, 2010) – Él mismo
- Hancho (TBS, 2011) - Takashi Shibasaki
- Teen Court: 10-dai Saiban (Fuji TV, 2012) - Shōta Kurata
- Getsuyō gōruden (TBS, 2013) - Shōichi Shinozaki
- Kasouken no Onna (TV Asahi, 2014) - Haruki Noma
- Rentaru kyūseishu (Fuji TV, 2016)